# Arthur George Walker

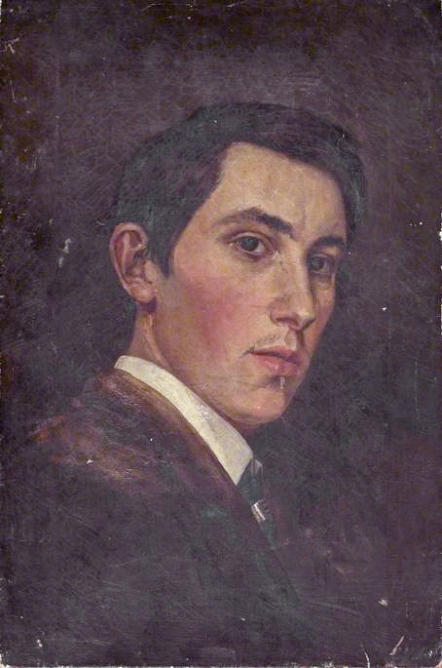
Arthur George Walker, Selbstporträt

Arthur George Walker (* 20. Oktober 1861 in Hackney, London; † 13. September 1939 in England) war ein britischer Bildhauer, Maler, Mosaikkünstler und Illustrator. Er ist bekannt für seine Skulpturen öffentlicher Denkmäler und allegorischer Werke. Walkers Stil war geprägt von der New-Sculpture-Bewegung, die sich durch eine realistischere und dynamischere Darstellung auszeichnete. In seinen Arbeiten, die oft allegorische und religiöse Themen zeigen, kombinierte er verschiedene Materialien und Techniken.

## Leben
Arthur George Walker wurde als Sohn von Robert Walker, einem Schiffseigner und -inspektor, geboren. Von 1883 bis 1887 studierte er an den Royal Academy Schools in London, wo er mehrere Auszeichnungen erhielt. Anschließend setzte er sein Studium in Paris fort. Er stellte von 1884 bis 1937 regelmäßig in der Royal Academy aus und wurde 1925 zum Associate der Royal Academy (ARA) sowie 1936 zum Vollmitglied (RA) gewählt. Er verstarb am 13. September 1939 im Alter von 77 Jahren.

## Werk

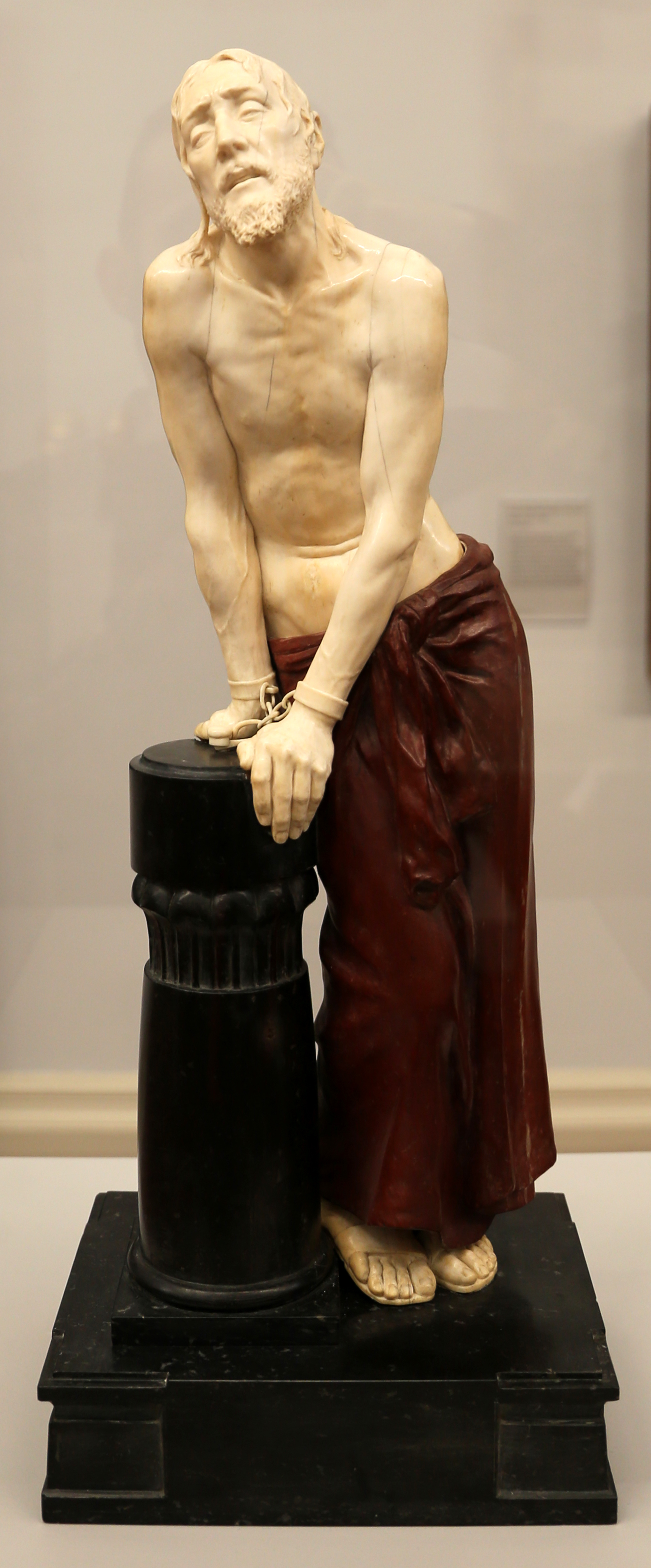
Arthur George Walker: Christus an der Martersäule, vor 1925

Walkers Werk umfasst eine Vielzahl von Skulpturen, Gemälden, Mosaiken und Illustrationen. Er war bekannt für seine figurativen und monumentalen Skulpturen sowie für seine Arbeiten mit verschiedenen Materialien wie Marmor, Bronze, Elfenbein und Holz. Zu seinen bedeutendsten Werken zählen:
- Florence Nightingale (1911–1915): Eine Statue am Waterloo Place in London, die Teil des Krimkriegs-Denkmals ist.[2]
- Emmeline Pankhurst (ca. 1930): Eine Statue in den Victoria Tower Gardens, Westminster, London.[3]
- John Wesley (1932): Eine Reiterstatue im Broadmead Courtyard in Bristol.
- Derby War Memorial (1924): Ein Denkmal in Derby, das eine bronzene Figur der Jungfrau Maria mit dem Jesuskind zeigt.
- The Incantation (1893): Ein Aquarell, das eine Szene aus H. Rider Haggards Roman Cleopatra darstellt. Dieses Werk wurde später in Marmor umgesetzt.
- Grief (1915): Eine Marmorskulptur, die als Diplomarbeit für die Royal Academy diente.
- A Youthful Faun (ca. 1920): Eine Marmorskulptur, die 1926 in der Royal Academy ausgestellt wurde.
- Tea in the Studio (1932): Ein Gemälde, das Walkers Atelier in Chelsea zeigt.